# Wuchuan
Wuchuan léase Uú-Chuán (en chino:武川县   , pinyin:Wǔchuān Xiàn , en mongol:Үчуань шянь, transliteración:Üčuvan siyan)  es un condado bajo la administración directa de la ciudad-prefectura de Hohhot en la provincia de Mongolia Interior, República Popular China. 
Su área total es de 4885 kilómetros cuadrados y según el censo para 2010 su población total alcanzó los 180 000 habitantes. Los dialectos chinos en el condado de están principalmente en el idioma Jin.

## Administración
A partir de 2016, el condado de Wuchuan se divide en 9 pueblos que se administran en 3 poblados y 6 villas.

## Historia
Un grupo de tribus existió en el condado de Wuchuan hace 10 000 años. La tierra del condado de Wuchuan pertenecían a los mercaderes en la dinastía Zhou occidental . En el período de los Reinos combatientes, era un mercado de carne y quesos. En las dinastías Qin y Han , el condado fue el lugar donde lucharon las dinastías Xiongnu y Qin y Han. 
Desde marzo de 1958 hasta enero de 1996, perteneció a la Liga Ulanqab, desde entonces está bajo la jurisdicción de la ciudad de Hohhot. 

## Recursos
El condado de Wuchuan es rico en recursos minerales. Hay 28 tipos de depósitos minerales con reservas probadas y valor minero. Los depósitos minerales y puntos de mineralización están ampliamente distribuidos, con oro, plata, cobre, hierro, tungsteno, plomo y zinc. Depósitos metálicos como magnesio, bario, cadmio, níquel, molibdeno y manganeso, minerales no metálicos como carbón, piedra caliza, amianto, grafito, arcilla refractaria, granito, mármol, moscovita y ácido húmico. El carbón y el ácido húmico son los minerales dominantes. Además, el condado de Wuchuan tiene recursos únicos de energía eólica y recursos hidroeléctricos,  es un lugar ideal para invertir en la construcción de plantas de energía de energía limpia. 
El agua subterránea en el condado consta principalmente de dos partes: buceo y agua confinada, de los cuales 4,203 mil millones de metros cúbicos consta de buceo y 130 millones de metros cúbicos de agua superficial.

## Geografía
El condado de Wuchuan está ubicado en la parte central de la Región Autónoma de Mongolia Interior, al norte de la Montaña Yinshan , al norte de la Ciudad de Hohhot, con un área total de 4885 kilómetros cuadrados. Todo el territorio se encuentra entre los 40 ° 47′-41 ° 23 ′ de latitud norte y los 110 ° 31′-111 ° 53 ′ de longitud este. El condado tiene unos 110 kilómetros de largo de este a oeste y unos 60 kilómetros de ancho de norte a sur.

## Topografía
La cordillera de Daqing se encuentra a lo largo del margen sur de la meseta de Mongolia Interior con elevación que va de 1800-2200 m s. n. m. El terreno disminuye gradualmente de sur a norte y el este, el sur y el oeste están rodeados por montañas, formando la Cuenca de Wuchuan. Debido a las complejas condiciones geológicas estructurales, al fuerte ascenso de la montaña y la fuerte erosión de la cuenca de Wuchuan, los estratos de Wuchuan están expuestos desde el Arcaico al Cenozoico, esto con 8 ríos que fluyen de sur a norte.La escorrentía superficial  anual del condado es de 130 millones de metros cúbicos. Hay 6 lagos naturales con áreas pequeñas. 
El área montañosa del condado de Wuchuan es de 2296.7 kilómetros cuadrados, representando el 47% del área total. La altitud más alta es de 2327 metros y la altitud media es de 1500-2000 metros.
El condado tiene más de 2 millones de mu de tierras cultivadas, más de 1,4 millones de mu de tierras forestales y 3,73 millones de mu de pastizales. El tipo de uso de la tierra es principalmente de secano .

## Clima
El tipo de clima de Wuchuan es un clima monzónico continental templado medio. La diferencia de temperatura entre el día y la noche y la diferencia de temperatura entre el invierno y el verano son grandes. La temperatura promedio anual es de 3.0 °C, y la temperatura mínima registrada fue de -37 °C se dio el 22 de enero de 1971. La temperatura máxima registrada fue de 36.2 °C el 22 de junio de 2005. El mes más frío es enero con temperatura promedio de -14.8 °C, el mes más caluroso es julio con temperatura promedio es de 18.8 °C. El período sin heladas es de aproximadamente 124 días y la temperatura promedio mensual es de 0 °C. La precipitación media anual es de unos 354,1 mm.

## Economía
Al comienzo de la liberación del condado de Wuchuan, la economía del condado se basaba principalmente en la agricultura: en 1949, el valor de producción total del condado era de 9,84 millones de yuanes, de los cuales el primer valor agregado de la industria era de 8,77 millones de yuanes, y el segundo valor agregado de la industria era de 460,000 yuanes, el tercer valor agregado de la industria era de 610,000 yuanes. Con el desarrollo continuo de la economía y la sociedad, la producción económica total del condado continúa aumentando. 
Según las estadísticas de 1978, el valor agregado de la industria primaria fue de 10,33 millones de yuanes, que representaron el 45,5% del PIB regional, lo mismo que toda la región en 1949. El valor agregado de la industria secundaria fue de 6,06 millones de yuanes, representando el 26.7% del PIB regional, 243 veces y 105 veces más que 1949 y 1978 respectivamente. En particular, las industrias secundarias y terciarias experimentaron un "boom" en el mercado.
El condado de Wuchuan es rico en recursos turísticos, incluidos los recursos naturales como el parque forestal Haddamen, el complejo de montaña Daqingshan , la reserva natural de Liqigou, los sitios de base antijaponesa Jingergou, Deshenggou y Daqingshan y la reserva alpina de humedales de Qierliang. Hay un paisaje cultural y una cultura histórica muy rica. Además, hay lugares turísticos como la presa Daliangshan, la Gran Muralla de la Dinastía Jin (también conocida como el Dragón Dorado) y la Gran Muralla de Han.

## Transporte
Desde la antigüedad ha existido un camino que comunica a Hohhot con el condado Wuchuan, era conocido comúnmente como "Avenida Guowu" (归武大道) , durante la República de China en 1954  fue renombrado como "Carretera Huwu" (呼武公路). 
La primera carretera en el condado de Wuchuan comenzó en el decimoquinto año de la República de China, en el mismo año, la Avenida Guowu se abrió al público, después de eso, muchos caminos de tierra fueron reparados.
Durante la ocupación japonesa, los trabajadores migrantes se vieron obligados a construir carreteras. En los 29 años de la República de China, ya había 17 carreteras de tránsito en el condado. A fines de 1986, había cinco carreteras principales en el condado, con una longitud total de 235,6 kilómetros. La longitud actual total de las carreteras en el condado son de 442.5 kilómetros, y la densidad es de 0,09 kilómetros por km², 27 kilómetros por cada 10 000 habitantes. 
En 2009 las carreteras provinciales 101 y 104 pasan por el norte y el sur, atravesando el este y el oeste. Hay caminos petroleros directos en poblados del condado. Se invirtió 1461 millones de yuanes para construir una carretera escalonada de 1159,95 kilómetros.
No hay ferrocarril en el condado de Wuchuan, y el condado está a unos 40 kilómetros con la estación Hohhot . El condado está a unos 70 kilómetros del aeropuerto de Hohhot. 